# Kids (canção de OneRepublic)
"Kids" é uma canção da banda norte-americana OneRepublic, gravada para o seu quarto álbum de estúdio Oh My My. Foi composta e produzida por Ryan Tedder, Brent Kutzle e Steve Wilmot, com o auxílio de Brandon Michael Collins na escrita. O seu lançamento ocorreu em 12 de agosto de 2016, através das gravadoras Mosley e Interscope, servindo como o segundo single do disco.

## Recepção crítica
Daniel Patrin comentou sobre a canção: "Talvez seja a habilidade da banda de participar de um certo refinamento musical e de uma confiança infecciosa que se acrescenta à poeira enérgica e jovial do significado encantado. OneRepublic executa este bem com as crianças , tintura com elegância pop e um trabalho amoroso, afinado. O jogo de rádio global severo é iminente."

## Faixas e formatos
| Download digital |        |         |  |
| N.º              | Título | Duração |  |
| 1.               | "Kids" | 3:58    |  |

| Download digital (Alex Ross Remix) |                          |         |  |
| N.º                                | Título                   | Duração |  |
| 1.                                 | "Kids" (Alex Ross Remix) | 4:19    |  |

| Download digital (Versão acústica) |                          |         |  |
| N.º                                | Título                   | Duração |  |
| 1.                                 | "Kids" (Versão acústica) | 3:43    |  |

| Download digital (Seeb Remix) |                     |         |  |
| N.º                           | Título              | Duração |  |
| 1.                            | "Kids" (Seeb Remix) | 3:15    |  |

| CD single |                                         |         |  |
| N.º       | Título                                  | Duração |  |
| 1.        | "Kids"                                  | 4:00    |  |
| 2.        | "Wherever I Go" (Danny Dove Radio Edit) | 3:08    |  |

## Créditos
Todo o processo de elaboração de "Kids" atribui os seguintes créditos: